# Abrotus
Abrotus là một chi bọ cánh cứng thuộc họ Bổ củi.

## Loài
Các loài thuộc chi này gồm có:
- Abrotus reconditus Dolin in Dolin, Panfilov, Ponomarenko & Pritykina, 1980
- Abrotus sepultus Dolin in Dolin, Panfilov, Ponomarenko & Pritykina, 1980